# Moshui Lake
Moshui Lake är en sjö i Kina. Den ligger i provinsen Hubei, i den centrala delen av landet, nära eller i provinshuvudstaden Wuhan. Moshui Lake ligger 21 meter över havet. Arean är 3,4 kvadratkilometer. Trakten runt Moshui Lake består i huvudsak av gräsmarker. Den sträcker sig 2,9 kilometer i nord-sydlig riktning, och 3,6 kilometer i öst-västlig riktning.
Genomsnittlig årsnederbörd är 1 713 millimeter. Den regnigaste månaden är juli, med i genomsnitt 238 mm nederbörd, och den torraste är december, med 29 mm nederbörd.